# یواس‌اس مک‌آن (دی‌یی-۱۷۹)
یواس‌اس مک‌آن (دی‌یی-۱۷۹) (به انگلیسی: USS McAnn (DE-179)) یک کشتی بود که طول آن ۳۰۶ فوت (۹۳ متر) بود. این کشتی در سال ۱۹۴۳ ساخته شد.